# Члиянц, Сергей Эдгарович
Сергей Эдгарович Члиянц (род. 8 декабря 1961, Одесса) — российский кинорежиссёр, сценарист и кинопродюсер.

## Биография
Закончил Одесский инженерно-строительный институт. Трудовую деятельность начал на Одесской киностудии, работая ассистентом режиссёра по актёрам. В 1992 году снял свой первый фильм в качестве режиссёра и продюсера. Это был фильм «По прямой», снятый по рассказам Сергея Довлатова из тюремной жизни.
В 1995—1997 гг. — первый заместитель директора и генеральный продюсер киностудии им. Горького.
С 1996 по 1997 гг. — копродюсер проекта «малобюджетного кино».
В 1997—1999 гг. — генеральный директор ЗАО «Продюсерская группа „Союзкино“».
С 2001 г. — генеральный продюсер кинокомпании «Пигмалион Продакшн».
С 2008 г. — учредитель компании «Нью Синема Студия» (включающая в себя «Нью Синема Маркетинг» и «Нью Синема Дистрибьюшн»). Нью Лайн дочерняя компания Warner Bros.
В 2008 г. Сергей был приглашен в кинокомпанию «Всемирные русские студии» (RWS)
В 2009 г. RWS ведет переговоры с Сергеем Члиянцем о создании совместного предприятия, куда войдут активы компаний Сергея Члиянца — компании сливаются.
С 1996 года — Член Гильдии продюсеров России.
Был мужем актрисы Екатерины Юрьевны Волковой и певицы Нины Кравиц.

## Фильмография

### Режиссёр
- 1992 — «По прямой»
- 2025  — «Ветер»

### Сценарист
- 1992 — «По прямой»

### Продюсер
- 1994 — «Прибытие поезда»
- 1997 — «Мама, не горюй», реж. Максим Пежемский
- 1999 — «Небо в алмазах», реж. Василий Пичул
- 2001 — «Смеситель», реж. Александр Шейн
- 2001 — «Одиссея год 1989» («Умняк») реж. Илья Хотиненко
- 2002 — «Ковчег», реж. Юрий Кузин
- 2003 — «Похитители книг», реж. Леонид Рыбаков
- 2003 — «Кармен», реж. Александр Хван
- 2003 — «Бумер», реж. Пётр Буслов
- 2004 — «Настройщик», реж. Кира Муратова
- 2004 — «Справка», реж. Кира Муратова
- 2006 — «Бумер. Фильм второй», реж. Пётр Буслов
- 2006 — «Живой», реж. Александр Велединский

### Принимал участие в производстве и промоутировании кинокартин
- 1997 — «Мытарь», реж. Олег Фомин
- 1997 — «Змеиный источник», реж. Николай Лебедев
- 1997 — «Странное время», реж. Наталья Пьянкова
- 1998 — «Страна глухих», реж. Валерий Тодоровский
- 1998 — «Окраина», реж. Пётр Луцик
- 1998 — «Дрянь хорошая, дрянь плохая», реж. Александр Хван
- 1998 — «Про уродов и людей», реж. Алексей Балабанов
- 1999 — «8 1/2 долларов», реж. Григорий Константинопольский
- 1999 — «Не хватайте скорпиона за уши», реж. Евгений Митрофанов
- 2000 — «Даун Хаус», реж. Роман Качанов
- 2001 — «Афера», реж. Евгений Лаврентьев
- 2004 — «Долгое прощание», реж. Сергей Урсуляк
- 2004 — «Русское», реж. Александр Велединский